# Schweizer Futsalmeisterschaft 2013/14
Die 8. Schweizer Meisterschaft im Futsal begann am 5. Oktober 2013 und endete am 15. Februar 2014.
In dieser Saison gab es keinen Absteiger, da die SFPL ab der Saison 2014/15 auf zehn Teams aufgestockt wurde. In der NLA und NLB gab es keine Änderungen am Modus, auch die Anzahl Mannschaften blieb genau gleich wie im Vorjahr.
Futsal Minerva erreichte zum vierten Mal in Serie das Endspiel, unterlag jedoch dem Aufsteiger Uni Futsal Team Bulle mit 4:6.
Der Meister aus Bulle stellte auch gleich den neuen Torschützenkönig. Manuel Filipe Dias erzielte 24 Tore. Er schoss fünf Tore mehr als Henry Acosta (Futsal Löwen Zürich) und Ahmed Elfeshawey (Geneva Futsal).

## Swiss Futsal Premier League – 2013/14
Die ersten vier Teams qualifizierten sich für die Playoffs. Dieses Jahr gab es keinen Absteiger.

### Qualifikation Swiss Futsal Premier League
|    | Verein                       | R  | S  | U | N | Tore  | Diff. | Punkte |
| -- | ---------------------------- | -- | -- | - | - | ----- | ----- | ------ |
| 1. | Uni Futsal Team Bulle (A)    | 14 | 12 | 1 | 1 | 88:40 | +44   | 37     |
| 2. | Futsal Minerva (M)           | 14 | 8  | 3 | 3 | 70:45 | +25   | 27     |
| 3. | Futsal Team Fribourg Old Fox | 14 | 9  | 0 | 5 | 73:41 | +32   | 27     |
| 4. | Mobulu Futsal Uni Bern       | 14 | 6  | 1 | 7 | 59:67 | –8    | 19     |
| 5. | Futsal Löwen Zürich          | 14 | 6  | 0 | 8 | 63:66 | –3    | 18     |
| 6. | Futsal Maniacs               | 14 | 5  | 0 | 9 | 53:92 | –39   | 15     |
| 7. | MNK Croatia 97               | 14 | 3  | 2 | 9 | 61:92 | –31   | 11     |
| 8. | Geneva Futsal                | 14 | 2  | 3 | 9 | 69:93 | –24   | 6*     |

| Legende | Legende        |
| ------- | -------------- |
|         | Halbfinals     |
| (M)     | Meister        |
| (A)     | Aufsteiger     |
| *       | Punkteabzug –3 |

|    | Team                         | Bulle | Minerva | Old Fox | Mobulu | Löwen | Maniacs | Croatia | Geneva |
| -- | ---------------------------- | ----- | ------- | ------- | ------ | ----- | ------- | ------- | ------ |
| 1. | Uni Futsal Team Bulle (A)    |       | 7:4     | 2:0     | 5:4    | 5:3   | 9:1     | 16:1    | 8:6    |
| 2. | Futsal Minerva (M)           | 3:3   |         | 5:3     | 4:4    | 4:1   | 8:1     | 8:3     | 4:4    |
| 3. | Futsal Team Fribourg Old Fox | 4:3   | 1:5     |         | 5:4    | 5:6   | 15:0    | 4:3     | 8:1    |
| 4. | Mobulu Futsal Uni Bern       | 1:6   | 3:2     | 2:6     |        | 6:0   | 2:1     | 6:5     | 7:4    |
| 5. | Futsal Löwen Zürich          | 3:4   | 3:6     | 0:6     | 11:5   |       | 7:6     | 8:2     | 12:3   |
| 6. | Futsal Maniacs               | 1:4   | 1:5     | 9:7     | 6:5    | 2:1   |         | 7:5     | 6:12   |
| 7. | MNK Croatia 97               | 4:8   | 9:6     | 0:4     | 8:4    | 2:5   | 7:4     |         | 4:4    |
| 8. | Geneva Futsal                | 5:8   | 2:6     | 1:5     | 4:6    | 10:3  | 5:8     | 8:8     |        |

### Playoffs Swiss Futsal Premier League

#### Halbfinals Hinspiele
| Datum    | Zeit  | Heimteam                     | Gastteam                  | Resultat |
| -------- | ----- | ---------------------------- | ------------------------- | -------- |
| 01.02.14 | 19:30 | Mobulu Futsal Uni Bern       | Uni Futsal Team Bulle (A) | 2:1      |
| 02.02.14 | 20:00 | Futsal Team Fribourg Old Fox | Futsal Minerva (M)        | 3:8      |

#### Halbfinals Rückspiele
| Datum    | Zeit  | Heimteam                  | Gastteam                     | Resultat |
| -------- | ----- | ------------------------- | ---------------------------- | -------- |
| 09.02.14 | 14:00 | Futsal Minerva (M)        | Futsal Team Fribourg Old Fox | 5:4      |
| 09.02.14 | 17:00 | Uni Futsal Team Bulle (A) | Mobulu Futsal Uni Bern       | 6:3      |

#### Final
| Datum    | Zeit  | Heimteam           | Gastteam                  | Resultat |
| -------- | ----- | ------------------ | ------------------------- | -------- |
| 15.02.14 | 18:00 | Futsal Minerva (M) | Uni Futsal Team Bulle (A) | 4:6      |